# 聖保羅 (阿肯色州)
聖保羅（英語：St. Paul）是一個位於美國阿肯色州麥迪遜縣的城鎮。

## 地理
聖保羅的座標為35°49′27″N 93°45′51″W / 35.82417°N 93.76417°W，而該地的平均海拔高度為462米（即1516英尺）。

## 人口
根據2020年美國人口普查的數據，聖保羅的面積為0.69平方千米，皆為陸地。當地共有人口111人，而人口密度為每平方千米160人。